# 山﨑夏生
山﨑 夏生（山崎 夏生、やまざき なつお、1955年7月2日 - ）は、新潟県高田市（現：上越市）出身の元プロ野球審判員。

## 来歴・人物
幼少期の頃から野球が大好きでプロ野球選手を目指していた。高田高卒業後、1浪して北海道大学文学部国文科に進む。大学在学中は、北海道地区大学野球連盟加盟の硬式野球部で投手兼内野手を務める。この時点でもプロ野球選手を目指していたが、怪我の影響で4年次の1年間は活躍できず断念する。
大学卒業後、1978年に日刊スポーツ新聞社に入社。希望した記者職ではないことに不満を持っていた頃、日本シリーズを見て審判という仕事を知る。採用を求めてパ・リーグ会長と面会したものの審判経験がないことなどから断られるが、1981年に退社し現役審判（前川芳男）に指導を受けるなど一から勉強して再度会長に採用を求めた結果、特例で審判部のトレーニングを受けられることになった。その後パシフィック・リーグ審判部のテストを受け合格。1982年に東京審判部に入局。
1年目の年俸は160万円で選手を含めた1000人の中で最少だったため、10年間はアルバイトもして家族を養っていた。4年目に入った頃、技量のなさに気付きジャッジに自信が持てなくなる。80%の力しか出せないなら120%の技量を持てばいいと考え練習を積み、15年目になってプロとしての技量が身についたと思えるようになったという。
1987年5月23日、柏崎市佐藤池野球場の南海ホークス（現：福岡ソフトバンクホークス）対ロッテオリオンズ（現：千葉ロッテマリーンズ）7回戦で三塁塁審を担当。この試合は日没のため8回表の途中でサスペンデッドゲームとなっている。1988年10月19日に川崎球場で行われたロッテ対近鉄（10.19）ダブルヘッダー第1試合で左翼外審。1989年10月12日西武球場（現・西武ドーム）で行われた近鉄対西武で近鉄ラルフ・ブライアントが2試合にまたがって4打数連続ホームランを放ったダブルヘッダー第1試合（4本のうち3本のホームランを放った試合）で三塁塁審。第2試合で右翼外審を担当した。
1991年5月10日、東京ドームで行われた日本ハムファイターズ対ロッテオリオンズ6回戦の7回、判定を巡って暴言を吐いたロッテ監督金田正一に対し、当時の最多退場記録となる8度目の退場処分を宣告した。
2005年に判定を巡って暴言を吐いたオリックスの監督仰木彬に退場を宣告し仰木は当時70歳3か月で退場者の最高齢記録を更新した。審判人生で日本最多となる17回の退場を言い渡している（2009年時点）。
2010年、地元新潟で開催されたオールスターゲームに塁審として出場し、10月1日のロッテ対オリックスの最終戦（千葉マリン）で三塁塁審を務めたのを最後に、定年により引退。2010年引退までの試合出場数は1451。オールスターゲーム出場3回（1993年、2007年、2010年）で日本シリーズ、パ・リーグプレーオフの出場はない。
2011年からは審判技術委員（関東）となり、2012年からは日本野球規則委員会委員に就任。
入局時1977年の初採用から1980年に指導員に転じたため返上するまで土井垣幸男がつけていた15をつけた（15は1999年採用から2004年退職まで岡田寛がつけ2006年～2010年まで鈴木章太が32から変更して継承していた。）が1999年にその年指導員に転じた元審判部長寺本勇が1977年の初採用からつけていた14を継承し引退する2010年まで付けた。
2018年をもって審判技術指導員を退職。パリーグ一筋29年間1451試合の審判員人生であった。

## 審判出場記録
- 初出場：1984年7月10日、西武対南海15回戦（西武球場）、右翼外審。
- 出場試合数：1451試合（パ・リーグ1402、交流戦43、オールスター6）
- オールスター出場：3回（1993年、2007年、2010年）
- 日本シリーズ出場：なし

（記録は2010年シーズン終了時）

## 関連情報

### 著書
- プロ野球審判ジャッジの舞台裏（北海道新聞社 2012年3月10日）  ISBN 978-4-89453-640-1　※「山崎夏生」名義
- 全球入魂! プロ野球審判の真実（北海道新聞社 2020年5月13日）  ISBN 978-4-89453-988-4　※「山崎夏生」名義